# اوگلوویه
اوگلوویه (به لاتین: Uglovoye) یک منطقهٔ مسکونی در روسیه است که در استان آمور واقع شده‌است.